# Языки Кирибати
Официальными языками Кирибати являются кирибати и английский. Оба языка используются в государственном и муниципальном управлении и в образовании, в повседневной жизни вне туристической индустрии чаще всего используется кирибати и его диалекты.

## Региональные языки
На острове Банаба ранее существовал идиом, который местные жители считали самостоятельным языком, на данный момент он считается вымершим, Ethnologue указывает в списке языков Кирибати только названные выше официальные языки.